# Florian Grillitsch
Florian Grillitsch, né le 7 août 1995 à Neunkirchen en Autriche, est un footballeur international autrichien, qui évolue au poste de milieu de terrain au Real Valladolid, en prêt du TSG Hoffenheim.

## Biographie

### Carrière internationale
Avec les moins de 19 ans, il participe à l'Euro des moins de 19 ans 2014, qui se déroule en Hongrie. Lors du tournoi, il inscrit deux buts, contre Israël et le Portugal. L'Autriche est éliminée en demi-finales par l'Allemagne. 
Par la suite, avec les moins de 20 ans, il participe à la Coupe du monde des moins de 20 ans 2015, compétition organisée en Nouvelle-Zélande. Lors du mondial junior, il joue trois matchs. L'Autriche est éliminée en huitièmes de finale par l'Ouzbékistan.
Il est convoqué pour la première fois en équipe d'Autriche par le sélectionneur national Marcel Koller, pour un match amical contre la Finlande le 28 mars 2017. Lors de ce match, il entre à la 46e minute de la rencontre, à la place de David Alaba. La rencontre se solde par un match nul (1-1). Il joue ensuite plusieurs matchs rentrant dans le cadre des éliminatoires du mondial 2018.
En mai 2021, il fait partie de la liste des 26 joueurs convoqués par Franco Foda pour disputer l'Euro 2020.
Le 7 juin 2024, il fait partie de la liste des 26 joueurs convoqués par Ralf Rangnick pour disputer l'Euro 2024.

## Statistiques
| Saison                | Club                   | Championnat           | Championnat | Championnat | Coupe(s) nationale(s) | Coupe(s) nationale(s) | Compétition(s) continentale(s) | Compétition(s) continentale(s) | Compétition(s) continentale(s) | Autriche | Autriche | Total | Total |
| Saison                | Club                   | Division              | M.          | B.          | M.                    | B.                    | Comp.                          | M.                             | B.                             | M.       | B.       | M.    | B.    |
| 2015-2016             | Werder Brême           | Bundesliga            | 25          | 1           | 5                     | 1                     | -                              | -                              | -                              | -        | -        | 30    | 2     |
| 2016-2017             | Werder Brême           | Bundesliga            | 23          | 2           | 1                     | 0                     | -                              | -                              | -                              | 2        | 0        | 26    | 2     |
| Sous-total            | Sous-total             | Sous-total            | 48          | 3           | 6                     | 1                     | -                              | 0                              | 0                              | 2        | 0        | 56    | 4     |
| 2017-2018             | TSG Hoffenheim         | Bundesliga            | 25          | 1           | 1                     | 0                     | C3                             | 3                              | 1                              | 9        | 1        | 38    | 3     |
| 2018-2019             | TSG Hoffenheim         | Bundesliga            | 30          | 0           | 0                     | 0                     | C1                             | 6                              | 0                              | 1        | 0        | 37    | 0     |
| 2019-2020             | TSG Hoffenheim         | Bundesliga            | 31          | 0           | 3                     | 1                     | -                              | -                              | -                              | 5        | 0        | 39    | 1     |
| 2020-2021             | TSG Hoffenheim         | Bundesliga            | 26          | 2           | 1                     | 0                     | C3                             | 7                              | 2                              | 9        | 0        | 43    | 4     |
| 2021-2022             | TSG Hoffenheim         | Bundesliga            | 18          | 0           | -                     | -                     | -                              | -                              | -                              | 8        | 0        | 26    | 0     |
| 2023-2024             | TSG Hoffenheim         | Bundesliga            | 30          | 1           | 1                     | 0                     | -                              | -                              | -                              | 9        | 0        | 40    | 1     |
| 2024-2025             | TSG Hoffenheim         | Bundesliga            | 8           | 0           | 2                     | 0                     | C3                             | 4                              | 0                              | 3        | 0        | 17    | 0     |
| Sous-total            | Sous-total             | Sous-total            | 168         | 4           | 8                     | 1                     | -                              | 20                             | 3                              | 44       | 1        | 240   | 9     |
| 2022-2023             | Ajax Amsterdam         | Eredivisie            | 12          | 0           | 2                     | 0                     | C1                             | 5                              | 0                              | 4        | 0        | 23    | 0     |
| 2024-2025             | Real Valladolid (prêt) | Liga                  | 13          | 0           | 0                     | 0                     | -                              | -                              | -                              | 3        | 0        | 16    | 0     |
| Total sur la carrière | Total sur la carrière  | Total sur la carrière | 241         | 7           | 16                    | 2                     | -                              | 25                             | 3                              | 51       | 1        | 333   | 13    |